# Đôn Thuận
Đôn Thuận là một xã thuộc thị xã Trảng Bàng, tỉnh Tây Ninh, Việt Nam.

## Địa lý
Xã Đôn Thuận nằm ở phía bắc thị xã Trảng Bàng, có vị trí địa lý:
- Phía đông giáp tỉnh Bình Dương
- Phía tây giáp huyện Gò Dầu
- Phía nam giáp phường Lộc Hưng và xã Hưng Thuận
- Phía bắc giáp tỉnh Bình Dương và huyện Dương Minh Châu.

Xã Đôn Thuận có diện tích 58,58 km², dân số năm 2019 là 12.102 người, mật độ dân số đạt 207 người/km².

## Hành chính
Xã Đôn Thuận được chia thành 6 ấp: Bà Nhã, Bến Kinh, Sóc Lào, Thuận Tâm, Trảng Cỏ, Trảng Sa.

## Lịch sử
Sau năm 1975, Đôn Thuận là một xã thuộc huyện Trảng Bàng.
Ngày 12 tháng 1 năm 2004, tách 2.606 ha diện tích tự nhiên và 6.281 người của xã Đôn Thuận để thành lập xã Hưng Thuận.
Ngày 1 tháng 2 năm 2020, huyện Trảng Bàng chuyển thành thị xã Trảng Bàng, xã Đôn Thuận thuộc thị xã Trảng Bàng.